# Kusttyrann
Kusttyrann (Myiophobus rufescens) är en fågelart i familjen tyranner inom ordningen tättingar.

## Utseende och läte
Kusttyrannen är en liten rostbrun tyrann. Den har rosttonad ostreckad undersida, tydliga vingband och ett ljus ögonbrynsstreck. Bland lätena hörs vassa och metalliska tjirpanden och drillar.

## Utbredning och systematik
Fågeln förekommer i västra Peru och norra Chile. Den kategoriserades tidigare som underart till Myiophobus rufescens, men urskildes 2016 som egen art av BirdLife International, 2022 av tongivande eBird/Clements och 2023 av International Ornithological Congress.

## Levnadssätt
Kusttyrannen hittas i ökenartade busknarker, öppet skogslandskap och igenväxta fält. Den ses ofta sitta tystlåtet på en låg exponerad gren eller tråd.

## Status
Arten har ett stort utbredningsområde och beståndet anses vara stabilt. Internationella naturvårdsunionen IUCN listar den därför som livskraftig (LC).